# Николай Зидаров
Николай Иванов Зидаров (р. 28 септември 1921 – п. 15 ноември 2007) е български поет. Заслужил деятел на културата – 1971 г. Член на БКП от 10 септември 1944 г. Пише предимно за деца.

## Биография
Завършва основно образование в родното си село, гимназия в Шумен (1936) и Търговище (1940) и Държавната политехника в София (1948). След завършване на средното си образование редактира в. „Язовир“ в Търговище. Печата от 1938 г. (сп. „Българска реч“). Сътрудничи на в. „Светлоструй“, „Завой“, „Кооперативна защита“ и др. Като войник в Шумен е арестуван за участие във военна конспирация и инквизиран – излиза от затвора, болен от туберкулоза. Член на Работническия младежки съюз (РМС) от 1938 г. и на БКП от 1944 г.
Отначало е сътрудник, после редактор (1947–1956) и главен редактор на в. „Септемврийче“ (1956–1989). Заслужил деятел на културата (1971). Член на Управителния съвет на Съюза на българските писатели (1964–1989). Бил е в ръководството на Секцията на детските писатели при СБП, член на Бюрото на УС на СБП, секретар на СБП.
Съставя антология на румънската поезия „Кораби на слънцето“ (1988). Превежда и руски поети.
За поезията му пишат положителни отзиви Ангел Каралийчев, Младен Исаев, Александър Муратов, Димитър Добрев, Иван Давидков, Евтим Евтимов, Симеон Хаджикосев и др.

## Признание и награди
Носител на:
- ордени „Кирил и Методий“ и „Народна република България“ – първа степен;
- на награди на СБП за детско-юношеска литература – за книгата „Хиляда и триста пролети“, и за поезия – за „Пръстенът с капка от твоите очи“;
- на националната награда „Петко Р. Славейков“ (1976);
- на литературната награда „Калина Малина“;
- на почетния диплом „Михай Еминеску“ – за преводите му на румънски поети;
- Детски писател за 2006 г. на инициативата „Дете на годината – 2006“.

### Стихосбирки
- „Пътища и срещи“ – 1950 г.
- „Кремълска звезда“ – 1953 г.
- „Пионерско сърце“ – 1955 г.
- „Букетче за партизаните“ – 1966 г. и др.

### Книги за деца
- „Пътища и срещи“ – 1950 г.
- „Артек“ – 1952 г.
- „Кремълска звезда“ – 1953 г.
- „Пионерско сърце“ – 1955 г.
- „Весело барабанче“ – 1956 г.
- „Сърце под червената връзка“ – 1957 г.
- „Винаги готови“ – 1958 г.
- „Мунка малката маймунка“ – 1959, 1974 г.
- „Незабравки“ – 1962 г.
- „Поемка за радостта“ – 1962 г.
- „Татко на конгрес“ – 1962 г.
- „Крокодил“ – 1962 г.
- „Героична Куба“ – 1963 г.
- „Една шепа светулки“ – 1963 г.
- „Ние се събуждаме с усмивки“ – 1963 г.
- „Слънчев кът“ – 1964 г.
- „Букетче за партизаните“ – 1966 г.
- „И Радецки пак заплува“ – 1966 г.
- „Игликите са подранили“ – 1967 г.
- „Детски небеса“ – 1967 г.
- „Звезда октомврийска“ – 1967 г.
- „Ленин слънце е за нас“ – 1967 г.
- „Легенди от бръшлян“ – 1968 г.
- „На кого се усмихват звездите“ – 1968 г.
- „Девети септември, здравей!“ – 1969 г.
- „Любопитната маймунка“ – 1969 г.
- „Песента ме води за ръка“ – 1969 г.
- „Лалета за Ленин“ – 1970 г.
- „Под ленинската стряха“ – 1970 г.
- „Новите патила на Мунка, малката маймунка“ – 1972 г.
- „Мунка, малката маймунка в беда“ – 1973 г.
- „Приятел с три очи“ – 1976 г.
- „Вечер, пълна с чудеса“ – 1976 г.
- „Априлска Родина“ – 1977 г.
- „Сини ваканции мои“ – 1977 г.
- „Картинен свят“ (с Ана Александрова и Иван Милчев) – 1977 г.
- „Златен дом“ – 1980 г.
- „Великденчета“ – 1982 г.
- „Приятели от детската планета“ – 1984 г.
- „Обички от череши“ – 1985 г.
- „Знаеш ли защо са смешни“ – 1986 г.
- „Дни с червени връзки“ – 1989 г.